# 제1기 칼리오 내각
제1기 칼리오 내각(핀란드어: Kallion ensimmäinen hallitus 칼리온 엔심매이넨 할리투스[*])은 핀란드 공화국의 일곱 번째 내각이다.
1922년 11월 14부터 1924년 1월 18일까지 성립했다. 소수여당내각이었다.
| 직책                                                     | 성명              | 재임기간                          | 정당 | 정당       |
| -------------------------------------------------------- | ----------------- | --------------------------------- | ---- | ---------- |
| 총리 Pääministeri                                        | 퀴외스티 칼리오   | 1922년 11월 14일–1924년 1월 18일  |      | 농업동맹   |
| [[외무장관]] Ulkoasiainministeri                         | 유호 벤놀라       | 1922년 11월 14일–1924년 1월 18일  |      | 국민진보당 |
| 법무장관 Oikeusministeri                                 | 오토 오케손       | 1922년 11월 14일–1923년 12월 21일 |      | 국민진보당 |
| 법무장관 Oikeusministeri                                 | 엘리아스 소파넨   | 1923년 12월 21일–1924년 1월 18일  |      | 농업동맹   |
| 방위장관 Puolustusministeri                              | 브루노 얄란데르   | 1922년 11월 14일–1923년 6월 22일  |      | 무소속     |
| 방위장관 Puolustusministeri                              | 퀴외스티 칼리오   | 1923년 6월 22일–1923년 8월 16일   |      | 농업동맹   |
| 방위장관 Puolustusministeri                              | 빌호 네노넨       | 1923년 8월 16일–1924년 1월 18일   |      | 무소속     |
| 내무장관 Sisäasiainministeri                             | 빌쿠 요우카하이넨 | 1922년 11월 14일–1924년 1월 18일  |      | 농업동맹   |
| 재무장관 Valtiovarainministeri                           | 리스토 뤼티       | 1922년 11월 14일–1924년 1월 18일  |      | 국민진보당 |
| 교육장관 Opetusministeri                                 | 닐로 리악카       | 1922년 11월 14일–1924년 1월 18일  |      | 농업동맹   |
| 농무장관 Maatalousministeri                              | 유호 수닐라       | 1922년 11월 14일–1924년 1월 18일  |      | 농업동맹   |
| 농무장관보 Apulaismaatalousministeri                     | 유호 니우카넨     | 1922년 11월 14일–1924년 1월 18일  |      | 무소속     |
| 운수공공장관 Kulkulaitosten ja yleisten töiden ministeri | 아우쿠스티 아호   | 1922년 11월 14일–1924년 1월 18일  |      | 무소속     |
| 상공장관 Kauppa- ja teollisuusministeri                  | 에르키 풀리넨     | 1922년 11월 14일–1924년 1월 18일  |      | 국민진보당 |
| 사회장관 Sosiaaliministeri                               | 오스카리 만테레   | 1922년 11월 14일–1924년 1월 18일  |      | 국민진보당 |

| 전임 제1차 카얀데르 내각 | 제7대 핀란드 공화국의 내각 1922년 11월 14일–1924년 1월 18일 | 후임 제2차 카얀데르 내각 |